# Faillibilisme

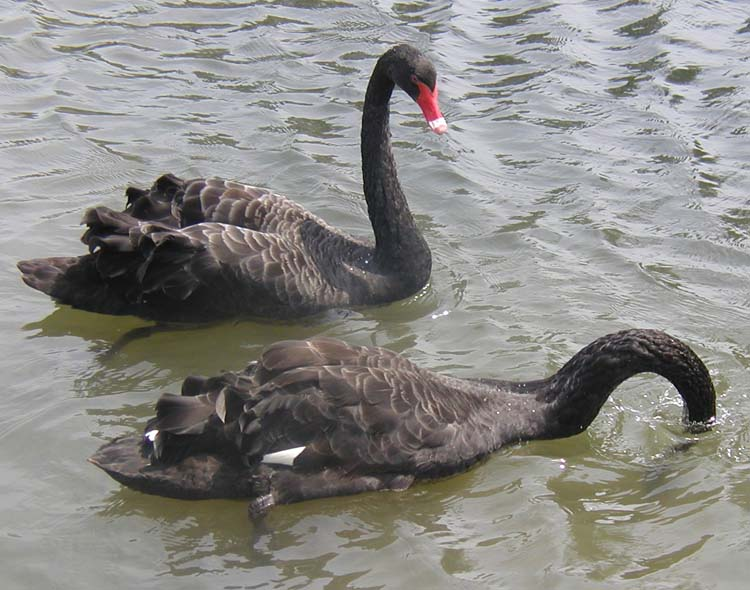
des cygnes noires

En philosophie de la connaissance, le faillibilisme (du latin médiéval : fallibilis, « susceptible d'erreur ») est la théorie affirmant que l'on peut accepter des croyances, attentes et compréhension du monde, pour une bonne part reconnues incorrectes, tant que des justifications permettent de les considérer de quelque valeur ou bien la théorie selon laquelle la connaissance n'est pas certaine.

## Usage
Dans le sens le plus couramment utilisé du terme, le faillibilisme consiste à être ouvert à de nouvelles preuves qui contrediraient une position ou conviction précédemment tenues et dans la reconnaissance que « toute assertion justifiée aujourd'hui peut avoir besoin d'être révisée ou retirée à la lumière de nouveaux éléments de preuve, de nouveaux arguments et de nouvelles expériences ». Cette position est tenue pour acquise en sciences naturelles.
Dans un autre sens, il se réfère à la conscience de « la mesure dans laquelle nos interprétations, évaluations, nos pratiques et les traditions sont temporellement indexées » et sujettes (peut-être arbitraire) de flux et changements historiques. Un tel faillibilisme « sensible au temps » consiste en une ouverture à la confirmation d'une possibilité que l'on anticipe ou attend dans l'avenir.
Quelques faillibilistes font valoir qu'une certitude absolue relativement à la connaissance est impossible.
Contrairement au scepticisme, le faillibilisme n'implique pas la nécessité d'abandonner notre connaissance ; nous n'avons pas besoin de justifications logiquement concluantes pour ce que nous savons. Au contraire, c'est un aveu que, parce que la connaissance empirique peut être révisée par une autre observation, l'une des choses dont nous prenons connaissance pourrait éventuellement se révéler fausse. Certains faillibilistes font une exception pour des choses qui sont une vérité axiomatique (telles que les mathématiques et la connaissance logique). D'autres continuent d'adhérer au faillibilisme sur la base que, même si ces systèmes axiomatiques sont dans un sens infaillibles, nous sommes encore capables d'erreur lorsque nous travaillons avec ces systèmes. Le rationaliste critique Hans Albert fait valoir qu'il est impossible de prouver une vérité avec certitude, même en logique et en mathématiques. Cet argument est appelé trilemme de Münchhausen.

## Partisans

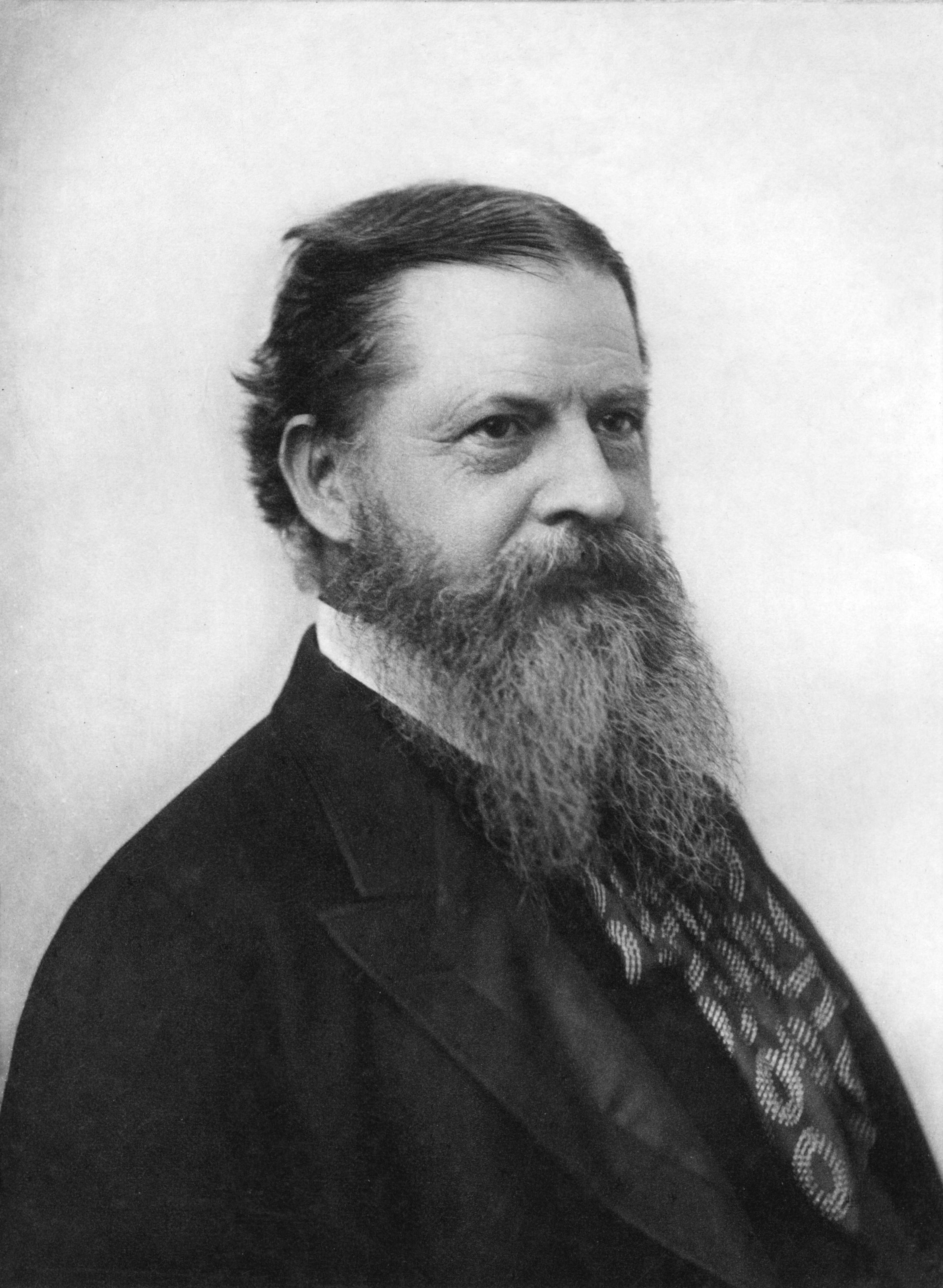
Charles Sanders Peirce

En tant que doctrine formelle, le faillibilisme est le plus fortement associé à Charles Sanders Peirce, John Dewey et autres pragmatistes qui l'utilisent dans leurs attaques contre le fondationnalisme. Cependant, il est déjà présent dans les points de vue des philosophes antiques qui étaient partisans du scepticisme philosophique, dont le philosophe Pyrrhon. Le faillibilisme est associé au scepticisme pyrrhonien en ce que les pyrrhoniens anciens sont parfois appelés faillibilistes et les faillibilistes modernes des pyrrhoniens,.
Un autre partisan du faillibilisme est Karl Popper qui a construit sa théorie de la connaissance, le rationalisme critique, sur la réfutabilité. Le faillibilisme a été employé par Willard Van Orman Quine pour attaquer, entre autres choses, la distinction entre les jugements analytiques et synthétiques.

## Faillibilisme moral
Le faillibilisme moral est un sous-ensemble spécifique du plus vaste faillibilisme épistémologique décrit ci-dessus. Dans le débat entre le subjectivisme moral et l'objectivisme moral, le faillibilisme moral défend une troisième position plausible : des normes morales objectivement vraies peuvent exister mais elles ne peuvent être déterminée de façon fiable ou concluante par les humains. Cela évite les problèmes liés à la flexibilité du subjectivisme en retenant l'idée que la morale n'est pas une question de simple opinion, tout en représentant le conflit entre différentes morales objectives. Parmi les partisans de ces vues se trouvent Isaiah Berlin (cf. pluralisme de valeurs) et Bernard Williams (cf. perspectivisme). L'idée que les hommes peuvent se tromper sur leurs convictions morales et pourtant encore être justifiés dans la tenue de leurs croyances incorrectes, sous-tend les théories morales quasi-réalistes comme le quasi-utilitarisme d'Iain King et a été exposée par le philosophe J. L. Mackie.

## Critique
Certains critiques du faillibilisme épistémologique prétendent qu'il repose sur l'axiome qu'il n'y a pas de connaissance absolue (objection parfois exprimée comme une contradiction : « Une chose est certaine : rien n'est certain »). Mais cela a été montré dès le début par Popper et d'autres comme étant une compréhension erronée : le faillibilisme ne nécessite pas une telle hypothèse et ne fait aucune assertion — de fait, sa méthode n'a aucun intérêt à démontrer une telle affirmation.